# Hugh Scaife
Hugh Scaife (* 12. April 1930 in Hampshire, England; † 25. Juni 2009 in Wilmington, North Carolina, Vereinigte Staaten) war ein britischer Szenenbildner und Filmausstatter.

## Leben
Scaife wuchs als Sohn einer wohlhabenden Familie im englischen Hampshire auf. Er hatte vielfältige Interessen; er malte, spielte Jazzpiano und hatte eine Fluglizenz. Ende der 1960er Jahre arbeitete er bei einer Firma für Film- und Theaterrequisiten in London, als ihn einer der Artdirectoren des britischen Spielfilms Luftschlacht um England als Helfer engagierte. Zwar wurde Scaife nicht im Abspann genannt, hatte dadurch jedoch den Eintritt in das britische Filmgeschäft gefunden. Bereits im darauf folgenden Jahr arbeitete er als Set Dresser an Dick Clements Filmkomödie Traue keinem Hausfreund mit Lee Remick und Richard Attenborough in den Hauptrollen, drei Jahre später arbeitete er an Papillon mit Dustin Hoffman und Steve McQueen.  Es folgten Der Spion, der mich liebte, Der Elefantenmensch und Reise nach Indien, für die er jeweils für den Oscar nominiert wurde.
1986 zog Scaife nach Wilmington, wohin ihn der italienische Filmproduzent Dino De Laurentiis für sein Filmstudio Screen Gems Studios engagiert hatte. Sein erster Filmauftrag für DeLaurentiis war King Kong lebt. Ende der 1980er Jahre betrieb Scaife neben seiner Filmarbeit einen Requisitenverleih sowie ein Möbelhaus in Wilmington. 1988 erhielt er für seine Mitarbeit an der Miniserie Noble House eine Emmy-Nominierung.
Scaife zog sich 1991 aus dem Filmgeschäft zurück und heiratete einige Jahre später die Szenenbildnerin Marthe Pineau, die unter anderem an den Filmen The Crow – Die Krähe und Anna Karenina arbeitete.

## Filmografie (Auswahl)
- 1970: Traue keinem Hausfreund (A Severed Head)
- 1973: Papillon
- 1975: Wer hat unseren Dinosaurier geklaut? (One of Our Dinosaurs Is Missing)
- 1977: Der Spion, der mich liebte (The Spy Who Loved Me)
- 1979: Der große Eisenbahnraub (The First Great Train Robbery)
- 1980: Die Nadel (Eye of the Needle)
- 1980: Der Elefantenmensch (The Elephant Man)
- 1984: Reise nach Indien (A Passage to India)
- 1986: King Kong lebt (King Kong Lives)
- 1988: Noble House
- 1989: Die Verdammten des Krieges (Casualties of War)
- 1991: Straße zum Glück (29th Street)

## Auszeichnungen
- 1978: Oscar-Nominierung für Der Spion, der mich liebte
- 1981: Oscar-Nominierung für Der Elefantenmensch
- 1985: Oscar-Nominierung für Reise nach Indien
- 1988: Emmy-Nominierung für Noble House